# Ministère Armand-Emmanuel du Plessis de Richelieu (1)
Pour les articles homonymes, voir Ministère Armand-Emmanuel du Plessis de Richelieu.
Restauration
Ministère Talleyrand Ministère Dessolles
Le premier ministère d’Armand-Emmanuel du Plessis de Richelieu est un ministère de la Restauration conduit par le duc de Richelieu qui dure du 26 septembre 1815 au 29 décembre 1818, sous le règne de Louis XVIII.

## Composition

### Présidence du Conseil
| Fonction                           | Image               | Nom                                          |
| ---------------------------------- | ------------------- | -------------------------------------------- |
| Président du Conseil des ministres | Le duc de Richelieu | Armand-Emmanuel du Plessis, duc de Richelieu |

### Ministères
| Fonction                              | Image                    | Nom                                                                                       |
| ------------------------------------- | ------------------------ | ----------------------------------------------------------------------------------------- |
| Ministre des Affaires étrangères      | Le duc de Richelieu      | Armand-Emmanuel du Plessis, duc de Richelieu                                              |
| Ministre de l’Intérieur               | Le comte de Vaublanc     | Vincent-Marie, comte de Vaublanc (du 26 septembre 1815 au 7 mai 1816)                     |
| Ministre de l’Intérieur               | Le vicomte Lainé         | Joseph-Henri-Joachim, vicomte Lainé (du 7 mai 1816 au 29 décembre 1818)                   |
| Ministre de la Justice                | Le marquis Barbé-Marbois | François, marquis Barbé-Marbois (du 26 septembre 1815 au 7 mai 1816)                      |
| Ministre de la Justice                | Le comte Dambray         | Charles Henri, comte Dambray (du 7 mai 1816 au 19 janvier 1817)                           |
| Ministre de la Justice                | Le baron Pasquier        | Étienne-Denis, baron Pasquier (du 19 janvier 1817 au 29 décembre 1818)                    |
| Ministre de la Guerre                 | Le duc de Feltre         | Henri-Jacques-Guillaume Clarke, duc de Feltre (du 26 septembre 1815 au 12 septembre 1817) |
| Ministre de la Guerre                 | Le marquis de Saint-Cyr  | Maréchal Laurent Gouvion, marquis de Saint-Cyr (du 12 septembre 1817 au 29 décembre 1818) |
| Ministre des Finances                 | Le comte Corvetto        | Louis-Emmanuel, comte Corvetto (du 26 septembre 1815 au 7 décembre 1818)                  |
| Ministre des Finances                 | Le comte Roy             | Antoine, comte Roy (du 7 décembre 1818 au 29 décembre 1818)                               |
| Ministre de la Marine et des Colonies |                          | François-Joseph de Gratet, vicomte du Bouchage (du 26 septembre 1815 au 23 juin 1817)     |
| Ministre de la Marine et des Colonies | Le marquis de Saint-Cyr  | Maréchal Laurent Gouvion, marquis de Saint-Cyr (du 23 juin 1817 au 12 septembre 1817)     |
| Ministre de la Marine et des Colonies | Le comte Molé            | Mathieu, comte Molé (du 12 septembre 1817 au 29 décembre 1818)                            |
| Ministre de la Police                 | Le comte Decazes         | Élie, comte Decazes                                                                       |

### Sous-secrétariats d’État
L’ordonnance du 9 mai 1816 prévoit qu’un sous-secrétaire d’État peut être adjoint si nécessaire à un ministre. La mission du sous-secrétaire d’État porte alors sur l’ensemble de l’administration du ministère, par délégation du ministre.
| Fonction                             | Image                                             | Nom                                                                                       |
| ------------------------------------ | ------------------------------------------------- | ----------------------------------------------------------------------------------------- |
| Sous-secrétaire d’État à l’Intérieur | Louis Becquey                                     | Louis, comte Becquey (du 9 mai 1816 au 17 septembre 1817)                                 |
| Sous-secrétaire d’État à l’Intérieur | Le comte de Chabrol                               | Christophe, comte de Chabrol (du 17 septembre 1817 au 29 décembre 1818)                   |
| Sous-secrétaire d’État à la Justice  | Pas de photographie ; votre aide est la bienvenue | Charles, baron de Trinquelague (du 9 mai 1816 au 16 avril 1817)                           |
| Sous-secrétaire d’État à la Justice  | Le comte Ravez                                    | Auguste, comte Ravez (du 16 avril 1817 au 29 décembre 1818)                               |
| Sous-secrétaire d’État à la Guerre   | Pas de photographie ; votre aide est la bienvenue | Michel, vicomte Tabarié (du 9 mai 1816 au 17 septembre 1817)                              |
| Sous-secrétaire d’État à la Guerre   | Chevalier Allent                                  | Pierre-Alexandre-Joseph, chevalier Allent (du 17 septembre 1817 au 29 décembre 1818)      |
| Sous-secrétaire d’État aux Finances  |                                                   | François-Marie-Pierre Roullet, baron de La Bouillerie (du 9 mai 1816 au 29 décembre 1818) |

## Actions
Nommé par le roi Louis XVIII le 26 septembre 1815 en remplacement du ministère Talleyrand, le ministère Richelieu est notamment composé d’ultras-royalistes, de contre-révolutionnaires, souvent hostiles aux révolutionnaires et aux partisans de l’empire, à la suite de leur victoire à la « Chambre introuvable » (350 sièges sur 398) en août 1815. Les ultras éditent une série de « lois répressives » entre octobre 1815 et juillet 1816, souvent édulcorées par la clémence du roi Louis XVIII. La « terreur légale », expression de Pouthas, arrête d’un côté 70 000 personnes pour motifs politiques, mais de l’autre, la loi d’amnistie de janvier 1816, reprenant la liste de coupables de Fouché, ne maintient des poursuites que pour 19 personnes. La chambre devenue « plus royaliste » que le roi agitait les tensions, et Louis XVIII, modéré, après avoir limogé le comte de Vaublanc, ministre de l'intérieur ayant échoué à faire voter le projet de loi électorale, ultraroyaliste, finit par procéder à la dissolution de la chambre le 5 septembre 1816. Chateaubriand s’insurge et proclame une phrase célèbre : « le roi règne mais ne gouverne pas ». C’est l’échec des ultras, trop radicaux. Les purs libéraux entrent dans la majorité. Ils souhaitent une application stricte de la Charte, par sa lecture « parlementaire ». Les constitutionnels modérés sont les plus nombreux. Le duc de Richelieu fait passer des lois libérales : loi Lainé (1817) simplifie le vote par le suffrage direct et favorise la bourgeoisie urbaine libérale, la loi Gouvion-Saint-Cyr qui organise le recrutement militaire par tirage au sort. Les nobles n’entrent plus automatiquement en tant qu’officier.
Ce ministère va disparaître trois ans plus tard sur « fond d’intrigues ». Les constitutionnels ne trouvent pas de véritable point d’appui dans l’espace politique défini par une Charte que la droite n’a jamais vraiment acceptée. L’assise de ce pouvoir technocratique, isolé dans un vote censitaire élitiste, reste trop étroite pour convaincre les classes moyennes. Aux élections partielles, en 1817, une nouvelle gauche libérale, celle des indépendants, conteste les mesures des constitutionnels et opère une percée politique (25 députés en 1817, 45 en 1818, 90 en 1819). L’élection, parmi eux, du général Foy, héros de la gauche, de l’abbé Grégoire, député de l’Isère, ancien évêque montagnard, régicide, fait scandale dans les rangs de l’assemblée. La droite exige alors une nouvelle loi électorale pour enrayer cette poussée de la gauche. Elle dénonce les lois de Serre sur la presse, jugées trop libérales.
Tentant en vain un rapprochement avec la droite ultra, le duc de Richelieu perd la confiance d’une partie du centre et entre en rivalité ouverte avec son ministre de la police Élie Decazes, qui se rapproche des doctrinaires. La crise atteint son paroxysme le 21 décembre 1818, où Richelieu présente sa démission au roi avec les ministres qui lui sont restés fidèles. Appelé le 23 décembre à former un nouveau gouvernement, Richelieu n’y parvient pas et présente une nouvelle fois sa démission le 26 décembre. Le 29 décembre, un nouveau ministère est alors formé sous la présidence nominale du général Dessolle.

## Source
- Emmanuel de Waresquiel et Benoît Yvert, Histoire de la Restauration (1814-1830) : Naissance de la France moderne, Paris, Éd. Perrin, coll. « Tempus », 2002 (1re éd. 1996), 499 p. (ISBN 2-262-01901-0), p. 487